# Malin Bylund Westfelt
Malin Bylund Westfelt, född 23 mars 1963, är en svensk översättare. Hon arbetar som översättare vid Sveriges Television, och är huvudansvarig för översättningar av TV-programmet Babel, men har också gjort litterära översättningar.

## Översättningar (urval)
- Lydia Davis: Samarbete med fluga och andra noveller (Sekwa, 2012)
- Maggie O'Farrell: Sommaren utan regn (Instructions for a heatwave) (Etta, 2014)